# Chambre des députés (Brésil)
Pour les autres articles nationaux ou selon les autres juridictions, voir Chambre des députés.
57e législature du Congrès national
Palais du Congrès national
La Chambre des députés (en portugais : Câmara dos Deputados) est la chambre basse du Congrès national du Brésil. Elle est composée de 513 députés élus à la proportionnelle pour un mandat de 4 ans.

## Système électoral
La Chambre des députés est dotée de 513 députés élus pour quatre ans au scrutin proportionnel plurinominal de listes. Le pays est découpé en 27 circonscriptions plurinominales correspondant aux 26 États plus le District fédéral de la capitale Brasilia et dotées de 8 à 70 sièges en fonction de leur population. Les électeurs ont la possibilité d’effectuer un vote préférentiel en faveur d'un candidat de la liste pour laquelle ils votent, afin de faire remonter sa position dans la liste établie par le parti. 
Après décompte des suffrages dans les circonscriptions les sièges répartis à la proportionnelle le sont sans seuil électoral, sur la base du quotient simple et de la méthode dite à la plus forte moyenne, qui avantage les gros partis. Les sièges remportés par chaque liste sont ensuite attribués aux candidats ayant recueilli le plus grand nombre de suffrages préférentiels en leur sein.
Le vote est obligatoire pour les citoyens de 18 à 70 ans, et facultatif pour ceux âgés de 16 à 18 ans et les plus de 70 ans. Un âge minimal de 21 ans est requis pour se présenter à la Chambre, les candidatures sans étiquette sont interdites, les candidats devant obligatoirement être membres d'un parti politique officiel, et être de citoyenneté brésilienne. Pour qu'un député puisse être éligible à la présidence de la Chambre, la citoyenneté brésilienne de naissance est exigée.

## Histoire
Les législatures sont comptabilisées à partir de la première réunion de la Chambre des députés et du Sénat, le 6 mai 1826, à l'époque impériale. La Chambre de députés ainsi que le Sénat furent créés par la Constitution de 1824. La précédente assemblée constituante et législative impériale, monocamérale, dissoute par l'empereur Pierre Ier avant la promulgation de la Constitution n'est pas comptée dans les législatures. En conséquence, seules les législatures bicamérales à partir de 1826 sont prises en compte.
À l'époque impériale, le corps législatif était nommé Assemblée générale. Il était formé de la Chambre des députés et du Sénat. Les sénateurs étaient élus à vie et le Sénat une institution permanente, alors que la Chambre des députés, à moins d'être dissoute avant terme, était élue pour 4 ans. Lorsque le Brésil devint une république et un État fédéral, le modèle bicaméral fut conservé au niveau fédéral, mais le parlement fut renommé « Congrès national ». Le Congrès National est formé de la Chambre des députés et du Sénat fédéral, les deux chambres sont élus pour des mandats de durées fixes et ne peuvent pas être dissoutes. La Constitution actuelle — adoptée en 1988 — définit que les députés sont élus pour un mandat de 4 ans. La représentation à la Chambre des députés est proportionnelle à la population de chaque état. En conséquence les États les moins peuplés élisent 8 députés fédéraux alors que les plus peuplés en élisent 70.

## Liste des présidents
| Nom                                      | Période     | État d'origine      |
| ---------------------------------------- | ----------- | ------------------- |
| Vacant                                   | 1889–1891   |                     |
| João Da Mata Machado                     | 1891–1891   | Minas Gerais        |
| Bernardino José de Campos Júnior         | 1891–1892   | São Paulo           |
| João Lopes Ferreira Filho                | 1892–1894   | Ceará               |
| Fransisco de Assis Rocha e Silva         | 1894–1896   | Pernambouc          |
| Artur César Rios                         | 1896–1899   | Bahia               |
| Carlos Vaz de Melo                       | 1899–1903   | Minas Gerais        |
| Francisco de Paula de Oliveira Guimarães | 1903–1907   | Bahia               |
| Carlos Peixoto de Melo Filho             | 1907–1909   | Minas Gerais        |
| Sabino Alves Barroso Júnior              | 1909–1914   | Minas Gerais        |
| Astolfo Dutra Nicácio                    | 1914–1917   | Minas Gerais        |
| Sabino Alves Barroso Júnior              | 1917–1919   | Minas Gerais        |
| Astolfo Dutra Nicácio                    | 1919–1920   | Minas Gerais        |
| Júlio Bueno Brandão                      | 1920–1921   | Minas Gerais        |
| Arnolfo Rodrigues de Azevedo             | 1921–1927   | São Paulo           |
| Sebastião de Rego Barros                 | 1927–1930   | Pernambouc          |
| Vacant                                   | 1930–1933   |                     |
| Antônio Carlos Ribeiro de Andrada        | 1933–1937   | Minas Gerais        |
| Pedro Aleixo                             | 1937-1937   | Minas Gerais        |
| Vacant                                   | 1937–1946   |                     |
| Honório Fernandes Monteiro               | 1946–1947   | São Paulo           |
| Samuel Vital Duarte                      | 1947–1949   | Paraiba             |
| Carlos Cirilo Júnior                     | 1949–1951   | São Paulo           |
| Nereu de Oliveira Ramos                  | 1951–1955   | Santa Catarina      |
| Carlos Coimbra da Luz                    | 1955-1955   | Minas Gerais        |
| José Antônío Flores da Cunha             | 1955–1956   | Rio Grande do Sul   |
| Ulisses Silveira Guimarães               | 1956–1958   | São Paulo           |
| Pascoal Ranieri Mazzilli                 | 1958–1965   | São Paulo           |
| Olavo Bilac Pereira Pinto                | 1965–1966   | Minas Gerais        |
| Adauto Lúcio Cardoso                     | 1966-1966   | Guanabara           |
| João Batista Ramos                       | 1966–1968   | São Paulo           |
| José Bonifácio Lafayette de Andrada      | 1968–1970   | Minas Gerais        |
| Geraldo Freire da Silva                  | 1970–1971   | Minas Gerais        |
| Ernesto Pereira Lopes                    | 1971–1973   | São Paulo           |
| Flávio Portela Marcilio                  | 1973–1975   | Ceará               |
| Célio de Oliveira Borja                  | 1975–1977   | Rio de Janeiro      |
| Marco Antõnio de Oliveira Maciel         | 1977–1979   | Pernambouc          |
| Flávio Portela Marcílio                  | 1979–1981   | Ceará               |
| Nelson Marchesan                         | 1981–1983   | Rio Grande do Sul   |
| Flávio Portela Marcilio                  | 1983–1985   | Ceará               |
| Ulisses Silveira Guimarães               | 1985–1989   | São Paulo           |
| Antônio Paes de Andrade                  | 1989–1991   | Ceará               |
| Ibsen Valls Pinheiro                     | 1991–1993   | Rio Grande do Sul   |
| Inocêncio Gomes de Oliveira              | 1993–1995   | Pernambouc          |
| Luís Eduardo Maron Magalhães             | 1995–1997   | Bahia               |
| Michel Temer                             | 1997–2001   | São Paulo           |
| Aécio Neves                              | 2001–2003   | Minas Gerais        |
| João Paulo Cunha do Nascimento           | 2003–2005   | São Paulo           |
| Severino José Cavalcanti Ferreira        | 2005        | Pernambouc          |
| José Thomaz Nonô (intérim)               | 2005        | Alagoas             |
| Aldo Rebelo                              | 2005–2007   | São Paulo           |
| Arlindo Chinaglia                        | 2007–2009   | São Paulo           |
| Michel Temer                             | 2009–2010   | São Paulo           |
| Marco Maia                               | 2010–2013   | Rio Grande do Sul   |
| Henrique Eduardo Alves                   | 2013–2015   | Rio Grande do Norte |
| Eduardo Cunha                            | 2015-2016   | Rio de Janeiro      |
| Waldir Maranhão (intérim)                | 2016        | Maranhão            |
| Rodrigo Maia                             | 2016-2021   | Rio de Janeiro      |
| Arthur Lira                              | Depuis 2021 | Alagoas             |